# الیا، قبرس
الیا (به لاتین: Elia) یک منطقهٔ مسکونی در قبرس شمالی است که در ناحیه گیرنه واقع شده است. الیا ۷۵۰ نفر جمعیت دارد.